# Карбе, Мари-Мадлен
Мари-Мадлен Карбе (фр. Marie-Magdeleine Carbet, 25 августа 1902, Ducos — 10 января 1996, Фор-де-Франс), криптоним Anna Marie-Magdeleine — афро-мартиникская писательница и педагог. Она и её партнёрша-лесбиянка писали в соавторстве стихи, рассказы и песни под совместным псевдонимом Carbet (Карбе), что позволяло им свободно затрагивать деликатные темы, обычно запрещённые для женщин. Она выиграла несколько литературных премий от французских культурных организаций.

## Биография
Луиза Эжени Анна Мари-Мадлен, известная под именем Анна, родилась 25 августа 1902 года в Дюко на острове Мартиника в семье Инес и Эжена Мари-Мадлен. В то время остров был французской колонией, и её отец родился в первом десятилетии после отмены рабства. Его семейная фамилия была Константин, и на протяжении всей жизни он и его жена назывались месье и мадам Константин в просторечии, хотя официально, после женитьбы, его фамилия была Мари-Мадлен. Окончив начальную школу в своей родной деревне, Мари-Мадлен посещала школу в Фор-де-Франс со стипендией, получив аттестат о среднем образовании в возрасте семнадцати лет.
В 1923 году Мари-Мадлен уехала в Париж, чтобы продолжить образование. В течение следующих четырёх лет она училась в Парижском университете, чтобы получить диплом преподавателя профессиональных навыков (фр. Certificat d’Aptitudes Professionnelles), обучение включало курсы по домашнему хозяйству, пошиву одежды и рукоделию, также она прошла курсы искусства в Школе изящных искусств, журналистики и права. Завершив учёбу в 1928 году, она вернулась на Мартинику и преподавала в средней школе для девочек Фор-де-Франс (фр. Lycée de Jeunes Filles) до 1935 года. Вскоре после своего возвращения на Мартинику Мария-Мадлен начала двадцатипятилетние отношения с разведённой женщиной, которую называли по-разному: Олимпи Клод или Клод Трико. Женщины взяли фамилию Карбе и открыто жили вместе как лесбийская пара и семья с сыном Клод, Питером. Псевдоним Карбе (Carbet) был взят из названия района Ле-Карбе на Мартинике и был реальным представлением их отождествления со своей родиной. Клод была коллегой-учительницей, и они вместе писали стихи, рассказы и песни под своей общей фамилией. Принятие псевдонима позволило Карбе писать о проблемах, обычно запрещённых для женщин, и обсуждать такие вопросы, как маргинализация, раса и сексуальность.
В 1935 году Карбе вернулась во Францию, чтобы преподавать. Находясь там, она участвовала в различных культурных мероприятиях: публиковала статьи, критические анализы и эссе в таких журналах, как Droit et Liberté, связанных с движением против расизма MRAP; участвовала в трансляции выступления по Radio France с Эйфелевой башни; участвовала в клубах; и создании первого чернокожего карибского театра в Париже в 1937 году с Клод. В 1938 году они поставили пьесу Dans sa case, написанную ими в соавторстве, в зале Жана Гужона, это была одна из первых постановок, созданных и поставленных исключительно чернокожими в Париже. По иронии судьбы, хотя Полетт Нардал была невесткой Карбе, нет никаких доказательств того, что Карбе участвовала в движении Негритюд, связанном с Нардал, в 1930-х годах. В 1939 году она была выбрана Жоржем Манделем из министерства иностранных дел Франции для сбора фольклора на Мартинике. Вскоре после того, как она покинула Францию, немцы вторглись в страну, Франция сдалась, и Филипп Петен был назначен премьер-министром Франции. Активное противодействие Манделя нацистскому режиму привело к его аресту, и, поскольку Мандель назначил Карбе, ей запретили возвращаться во Францию, а её миссию по сбору фольклора отменили. Она вернулась в среднюю школу для девочек в качестве преподавателя, но была снята с этой должности в 1940 году представителями правительства.
В 1941 году Карбе открыла частную школу на улице Ламартин в Фор-де-Франс, где обучала английскому языку и пошиву одежды, а также занималась репетиторством. Через четыре года она закрыла школу и вместе с Клод открыла книжный магазин Cité du Livre на улице Шельхер, которым они управляли до 1957 года, когда их отношения распались. В 1957 году Карбе одна вернулась во Францию, и в следующем десятилетии начался её самый продуктивный литературный период. В период с 1957 по 1970 год она работала в редакционной коллегии и национальном совете Движения против расизма и за дружбу между людьми (фр. Mouvement contre le racisme et pour l'amitié des peuples (MRAP)) и подготовила газетные статьи и шесть томов поэзии. Она продолжала вести радиопередачи, а также выступать на лекциях и конференциях, чтобы продвигать культуру французских Антильских островов. После 1970 года Карбе переключила свою литературную деятельность на Канаду, публикуясь в Leméac в Монреале и участвуя в Ассоциации католических писателей до 1984 года. В 1988 году Карбе вернулась в Фор-де-Франс и жила со своей сестрой Матильдой.

## Смерть и память
Карбе умерла 10 января 1996 года в Фор-де-Франс. Она была удостоена Литературной премии Карибского бассейна в 1970 году за «Rose de ta grâce» и премии критиков ADELF в 1975 году. Обе награды были вручены Ассоциацией франкоговорящих писателей (фр. Association des écrivains de langue française (ADELF)). Карбе была удостоена Гран-при гуманитарной помощи Франции за заслуги перед искусством и литературой за всю свою работу.

## Избранные труды[14]
- Féfé et Doudo, рассказы (1936) с Claude Carbet[6]
- Point d'Orgue, стихи (1958)
- Écoute, soleil-dieu, стихи (1961)
- Viens voir ma ville, стихи (1963)
- Rose de ta grace, стихи (1970), получившие Карибскую литературную премию[англ.] от Ассоциации французских писателей[фр.]
- Au péril de ta joie, роман (1972)
- D'une rive à l'autre, роман (1975)
- Mini-poèmes sur trois méridiens, стихи (1977)
- Au sommet, la sérénité, роман (1980)